# Europese kampioenschappen judo 1977 (vrouwen)
De Europese kampioenschappen judo 1977 werden op 1 en 2 oktober 1977 gehouden in Aarlen, België. 

## Resultaten
| Gewichtsklasse | Goud                | Zilver                 | Brons                                   |
| -------------- | ------------------- | ---------------------- | --------------------------------------- |
| – 48 kg        | Eva Hillesheim      | Annie Mazaud           | Edith Bouthemy José Homminga            |
| – 52 kg        | Edith Hrovat        | Franka Luzzi           | Maria Vittoria Fontana Jeannine Peeters |
| – 56 kg        | Sigrid Happ         | Rebecca Ljungbergh     | Vera van der Meulen Jeanine Meulemans   |
| – 61 kg        | Ingrid Berg         | Carina Thomas          | Martine Rottier Andrea Hilger-Solbach   |
| – 66 kg        | Gabriele Czerwinski | Marie-France Mill      | Annie Laure Suc Ute Drögekamp           |
| – 72 kg        | Catherine Pierre    | Concepción Costa       | Andrea Gerber Barbara Claßen            |
| + 72 kg        | Christiane Kieburg  | Margit Schmutzer       | Muriel Samery Pia Olsson                |
| Open           | Jocelyne Triadou    | Maria Theresia Schroth | Christiane Kieburg Catherine Pierre     |

## Medailleklassement
| Plaats | Land                     | Goud | Zilver | Brons | Totaal |
| 1      | Bondsrepubliek Duitsland | 5    | –      | 5     | 10     |
| 2      | Frankrijk                | 2    | 1      | 5     | 8      |
| 3      | Oostenrijk               | 1    | 2      | -     | 3      |
| 4      | Nederland                | –    | 1      | 2     | 3      |
| 4      | België                   | –    | 1      | 2     | 3      |
| 6      | Italië                   | –    | 1      | 1     | 2      |
| 6      | Zweden                   | -    | 1      | 1     | 2      |
| 8      | Spanje                   | –    | 1      | -     | 1      |
|        | Totaal                   | 8    | 8      | 16    | 32     |